# 集體無政府主義
集體無政府主義（英語：collectivist anarchism），或称无政府集体主义（英語：anarcho-collectivism），是一种革命社会主义及无政府主义学说，其主张废除国家和生产资料私有制，实现生产者自己对生产资料的集体所有、控制和管理。与其名字不同，集体无政府主义是一种结合了个人主义与集体主义的学说。
为了实现生产资料的集体化，集体无政府主义最初主张工人造反并强行实现生产资料的集体化。一旦实现集体化，货币将被用劳动凭据所代替，而工人的工资将在自愿参与的民主组织中，以工作难度、耗时为标准决定。工资用于在社区市长中购买商品。与之相比，无政府共产主义则将工资废除，个人可以各尽所能、各取所需，从货物仓库中随意取得。
集体无政府主义通常被认为和第一国际中反集权主义的巴枯宁及西班牙无政府主义运动相关。